# Bader Eldin Abdalla
Bader Eldin Abdalla Galag (ur. 1 kwietnia 1981) – piłkarz sudański grający na pozycji defensywnego lub prawego pomocnika.

## Kariera klubowa
Piłkarską karierę Abdalla rozpoczął w klubie Al-Hilal Port Sudan i to w jego barwach zadebiutował w pierwszej lidze sudańskiej. W 2005 roku został zawodnikiem Al-Merreikh z Omdurmanu i w tym samym sezonie został wicemistrzem Sudanu, a także wywalczył Puchar Sudanu. Także w 2006 i 2007 roku zostawał wicemistrzem kraju i zdobywał miejscowy puchar. W 2008 i 2011 roku został mistrzem Sudanu. W latach 2008 i 2010 zdobył kolejne dwa Puchary Sudanu. W 2012 roku wrócił do Al-Hilal.

## Kariera reprezentacyjna
W reprezentacji Sudanu Abdalla zadebiutował w 2004 roku. W 2008 roku został powołany przez selekcjonera Mohameda Abdallaha do kadry na Puchar Narodów Afryki 2008. Z kolei w 2012 roku powołano go do kadry na Puchar Narodów Afryki 2012.